# The Address Downtown Dubai
Das The Address Downtown Dubai (arabisch فندق العنوان داون تاون; früher The Address Downtown Burj Dubai und Burj Dubai Lake Hotel & Serviced Apartments) ist ein Wolkenkratzer in Dubai.
Das Gebäude ist 306 Meter hoch und hat 63 Etagen. Die unteren 12 Stockwerke werden als 5-Sterne-Hotel mit 196 Zimmern genutzt. Darüber befinden sich 626 Serviced Apartments und im 63. Stockwerk eine Bar. Das Gebäude liegt im Viertel Downtown Dubai.

## Großbrand am Jahreswechsel 2015/2016

The Address Downtown Dubai am 5. Januar 2016, vier Tage nach dem Brand

Am 31. Dezember 2015 brach wenige Stunden vor der geplanten Silvesterfeier zwischen dem 14. und 15. Stockwerk des Gebäudes ein Großbrand aus. Ein Gast aus dem 18. Stockwerk meldete Brandgeruch und Rauch an die Rezeption, die eingeleitete Evakuierung des Gebäudes war um ca. 21:45 Uhr abgeschlossen. Die benachbarte Dubai Mall wurde aus Sicherheitsgründen ebenfalls evakuiert.
Bei Ausbruch des Feuers war das Hotel voll ausgebucht. Es wurden 14 Menschen verletzt, 16 Personen erlitten eine Rauchvergiftung, und eine Person erlitt einen brandrauchinduzierten Herzinfarkt.
Nach einigen Stunden konnte der Brand am 1. Januar 2016 gelöscht werden. Als Ursache des Brandes wurde ein Kurzschluss im Kabel einer gedimmten Lampe der Fassadenbeleuchtung festgestellt. Brandfördernd wirkten die Fassadentafeln aus zwischen Aluminium gelegtem Dämmstoff. So breitete sich das Feuer über mindestens 20 der 63 Stockwerke aus.
Der Journalist Paule Knete, der Augenzeuge des Brandes war, kritisierte die Berichterstattung von CNN und einigen deutschen Medien als unprofessionell und bezeichnete sie als „Desinformation“.